# Huara
Huara – miasto w Chile, w regionie Tarapacá, w prowincji Tamarugal.